# Ramona Bachmann
Ramona Bachmann (Malters, Suiza, 25 de diciembre de 1990) es una futbolista suiza. Juega como delantera y su equipo actual es el Houston Dash de la National Women's Soccer League de Estados Unidos. Es internacional absoluta por la selección de Suiza.
Veterana de su selección, Bachmann ha acumulado más de 150 partidos internacionales desde su debut en 2007. Destacó en los combinados juveniles suizos, disputando dos Mundiales Sub-20 (2006 y 2010) y llevándose el Balón de Oro en el Europeo Sub-19 de 2009. Más tarde, sería clave en la histórica clasificación de Suiza a su primer Mundial Femenino en 2015. Bachmann tuvo que sobreponerse a una persistente lesión lumbar que marcó sus primeros años como profesional.

## Trayectoria en clubes
Empezó su carrera en el FC Malters antes de fichar por el SC Luwin, tras ello rechazó ofertas de equipos alemanes y estadounidenses para fichar por el  Umeå IK sueco de la Damallsvenskan a la edad de 16 años en 2007. Tras la salida de Marta Vieira del club en 2009, Bachmann se convirtió en una jugadora clave para el Umeå. Fue votada como mejor jugadora femenina suiza del año en 2009.
En 2010, Bachmann se unió a Atlanta Beat como primera selección en el draft internacional de la WPS. Después de una temporada en la WPS marcada por las lesiones, y después de que su contrato con Atlanta Beat no fuese renovado, Bachmann rechazó ofertas provenientes de Alemania, Inglaterra y Estados Unidos y volvió al Umeå para la temporada de 2011.
Fue nombrada mejor jugadora de la temporada de 2011 de la Damallsvenskan y posteriormente fue fichada por el equipo campeón, el LdB Malmö.
El 26 de agosto de 2015 se anunció que Bachmann se uniría al Wolfsburgo alemán con un contrato que duraría hasta 2018.

## Trayectoria internacional

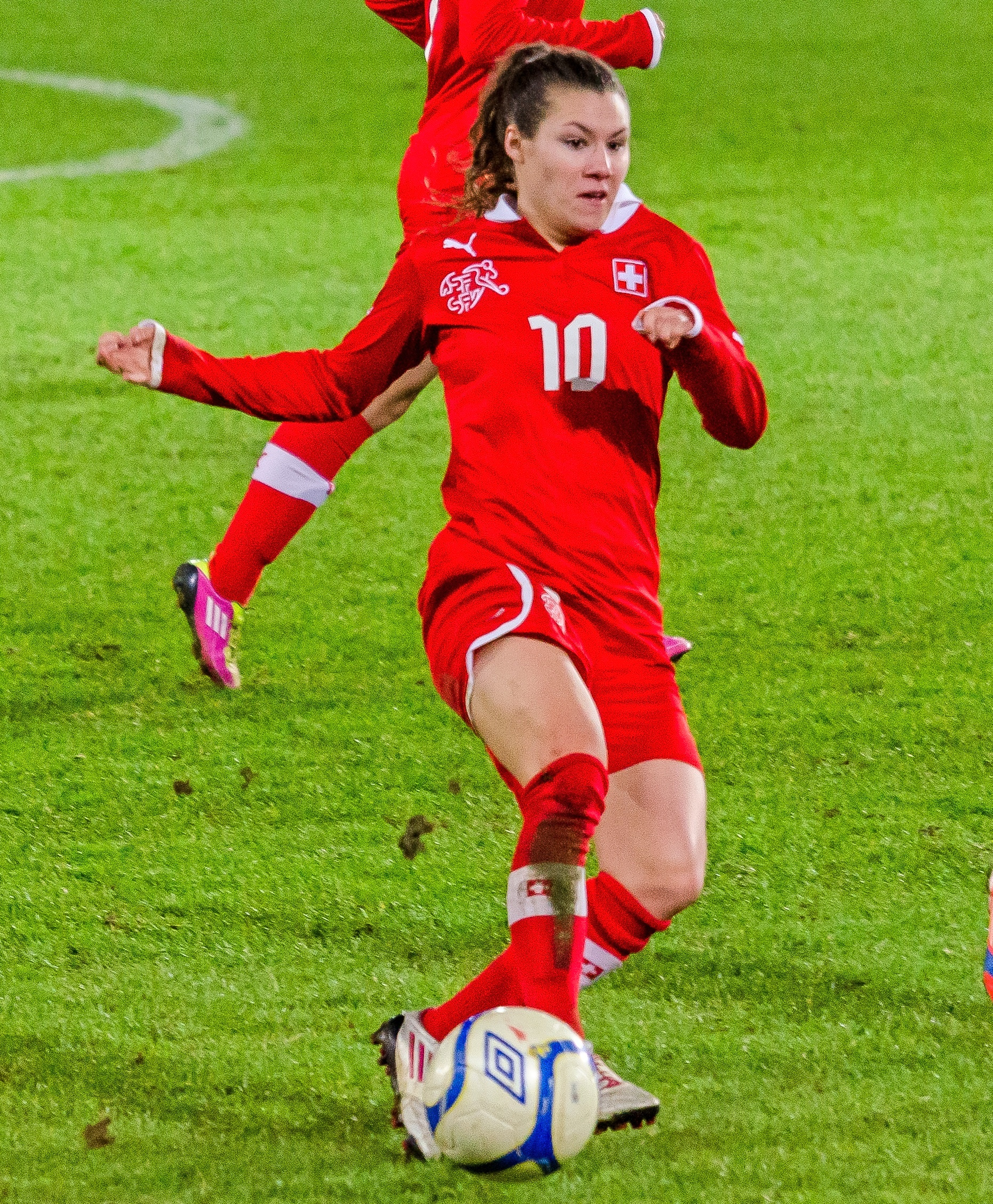
Ramona Bachmann jugando con Suiza en octubre de 2012.

Bachmann jugó para Suiza en las ediciones de 2006 y 2010 de la Copa Mundial Femenina de Fútbol Sub-20. Durante el torneo de 2010 se vio afectada por problemas de espald. En el Campeonato Femenino Sub-19 de la UEFA de 2008-09 en Bielorrusia, Bachmann ganó el premio Jugadora de Oro de UEFA.com.
Bachmann hizo su debut para la selección absoluta de Suiza contra Suecia en junio de 2007. En septiembre de 2010, Bachmann marcó en el partido de clasificación para la Copa Mundial Femenina de Fútbol de 2011 contra Inglaterra, pero fue criticada por tirarse en una acción que llevó a la expulsión de la portera inglesa Rachel Brown. Bachmann admitió que no hubo falta y se disculpó por sus acciones, posteriormente la tarjeta roja a Brown fue revocada en apelación.
Bachmann fue descartada para el siguiente partido de la fase de clasificación contra Dinamarca debido a sus persistentes dolores de espalda. Suiza acabó ganando a Dinamarca por 3-1 en el global, pero posteriormente perdería la siguiente ronda contra Italia por 2-5 en el global, lo que supuso que no se clasificase para la Copa Mundial Femenina de Fútbol de 2011.
En 2015, Bachmann disputó su primera Copa Mundial siendo también la primera vez que Suiza se clasificaba para una. Bachmann jugó en los cuatro partidos que disputó su selección, dio dos asistencias y marcó tres goles, todos ellos en el partido de la fase de grupos contra Ecuador. También fue nombrada mejor jugadora de dicho partido. Tras el torneo, Bachmann fue incluida en la selección ideal elegida por el Grupo de Estudios Técnicos de la FIFA.

## Clubes
| Club                | País           | Año             |
| ------------------- | -------------- | --------------- |
| SC LUwin.ch         | Suiza          | 2006 - 2007     |
| Umeå IK             | Suecia         | 2007 - 2009     |
| Atlanta Beat        | Estados Unidos | 2010            |
| Umeå IK             | Suecia         | 2011            |
| FC Rosengård        | Suecia         | 2012 - 2015     |
| VfL Wolfsburgo      | Alemania       | 2015 - 2016     |
| Chelsea             | Inglaterra     | 2017 - 2020     |
| París Saint-Germain | Francia        | 2020 - 2024     |
| Houston Dash        | Estados Unidos | 2024 - presente |

## Palmarés
| Título                  | Club                | País       | Año     |
| ----------------------- | ------------------- | ---------- | ------- |
| Damallsvenskan          | Umeå IK             | Suecia     | 2007    |
| Copa de Suecia          | Umeå IK             | Suecia     | 2007    |
| Supercopa de Suecia     | Umeå IK             | Suecia     | 2007    |
| Damallsvenskan          | Umeå IK             | Suecia     | 2008    |
| Supercopa de Suecia     | Umeå IK             | Suecia     | 2008    |
| Supercopa de Suecia     | FC Rosengård        | Suecia     | 2012    |
| Damallsvenskan          | FC Rosengård        | Suecia     | 2013    |
| Damallsvenskan          | FC Rosengård        | Suecia     | 2014    |
| Damallsvenskan          | FC Rosengård        | Suecia     | 2015    |
| Supercopa de Suecia     | FC Rosengård        | Suecia     | 2015    |
| Copa de Alemania        | VfL Wolfsburgo      | Alemania   | 2016    |
| FA WSL Spring Series    | Chelsea             | Inglaterra | 2017    |
| FA Women's Super League | Chelsea             | Inglaterra | 2017-18 |
| Women's FA Cup          | Chelsea             | Inglaterra | 2017-18 |
| FA Women's Super League | Chelsea             | Inglaterra | 2019-20 |
| FA Women's League Cup   | Chelsea             | Inglaterra | 2019-20 |
| Division 1 Féminine     | Paris Saint-Germain | Francia    | 2020-21 |
| Copa de Francia         | Paris Saint-Germain | Francia    | 2021-22 |
| Copa de Francia         | Paris Saint-Germain | Francia    | 2023-24 |

## Vida personal
Bachmann se declaró públicamente lesbiana durante la Copa Mundial Femenina de Fútbol de 2015 en Canadá. Mantenía una relación hasta el 7 de marzo de 2021 con Alisha Lehmann, jugadora suiza.